# Roland S. Persson
Roland S. Persson, född 1958, är en svensk professor i psykologi, och expert på särbegåvning.
Roland S. Persson disputerade 1993 vid University of Huddersfield, Storbritannien, på en avhandling om musikpsykologi med titeln The Subjectivity of Musical Performance: An Exploratory Music-Psychological Real World Enquiry into the Determinants and Education of Musical Reality. Han är professor i pedagogisk psykologi vid Högskolan i Jönköping. Hans forskningsinriktning är särbegåvning och "Gifted education", med särskilt fokus på hur egalitarismen i det svenska samhället påverkar synen på särbegåvning.
Roland S. Perssons forskning om olika talangers representation i Wikipedia uppmärksammades 2011 i Svenska Dagbladet. Han uppmärksammades återigen 2015 för en kontrovers med Skolverket rörande ordvalet i texter om särbegåvning som han hade skrivit på deras uppdrag.